# Mops (geslacht)
Mops is een geslacht van zoogdieren uit de familie van de bulvleermuizen (Molossidae). De wetenschappelijke naam van het geslacht werd in 1842 gepubliceerd door René Primevère Lesson.

## Soorten
Er worden 36 soorten in dit geslacht geplaatst:
- Mops aloysiisabaudiae (Festa, 1907)
- Mops ansorgei (O. Thomas, 1913)
- Mops atsinanana (Goodman et al., 2010)
- Mops bakarii Stanley, 2008
- Mops bemmeleni (Jentink, 1879)
- Mops bivittatus (von Heuglin, 1861)
- Mops brachypterus (Peters, 1851)
- Mops bregullae (Felten, 1964)
- Mops chapini (J. A. Allen, 1917)
- Mops condylurus (A. Smith, 1833) – Angola-vrijstaartvleermuis
- Mops congicus (J. A. Allen, 1917)
- Mops demonstrator (O. Thomas, 1903)
- Mops gallagheri (D. L. Harrison, 1975)
- Mops jobensis (G. S. Miller, 1902)
- Mops jobimena (Goodman & Cardiff, 2004)
- Mops johorensis (Dobson, 1873)
- Mops leucogaster (A. Grandidier, 1869)
- Mops leucostigma (G. M. Allen, 1918)
- Mops major (Trouessart, 1897)
- Mops midas (Sundevall, 1843)
- Mops mops (de Blainville, 1840)
- Mops nanulus J. A. Allen, 1917
- Mops niangarae J. A. Allen, 1917
- Mops nigeriae (O. Thomas, 1913)
- Mops niveiventer Cabrera & Ruxton, 1926
- Mops petersoni (El-Rayah, 1981)
- Mops plicatus (Buchannan, 1800)
- Mops pumilus (Cretzschmar, 1830)
- Mops pusillus (G. S. Miller, 1902)
- Mops russatus (J. A. Allen, 1917)
- Mops sarasinorum (A. B. Meyer, 1899)
- Mops solomonis (Troughton, 1931)
- Mops spurrelli (Dollman, 1911)
- Mops thersites (O. Thomas, 1903)
- Mops tomensis (Juste & Ibáñez, 1993)
- Mops trevori J. A. Allen, 1917